# Valentine's Day (David Bowie)
Valentine's Day is een nummer van de Britse muzikant David Bowie, uitgebracht als de zesde track van zijn album The Next Day uit 2013. Op 19 augustus van dat jaar werd het nummer uitgebracht als de vierde single van het album en bereikte de 179e plaats in het Verenigd Koninkrijk. Het was tevens de laatste 7"-single van een nieuw album dat verscheen tijdens Bowie's leven. De tekst van het nummer is gebaseerd op de psychologie van een schutter.

## Videoclip
De videoclip van het nummer werd geregisseerd door Indrani en Markus Klinko, die eerder met Bowie samenwerkten op zijn album Heathen uit 2002. Bowie is te zien in de verlaten Red Hook Grain Terminal in de buurt Red Hook in Brooklyn, New York. Bowie bespeelt een G2T Hohner-gitaar terwijl hij het nummer zingt. Veel mensen brachten het nummer in contrast met de voorgaande controversiële video voor "The Next Day" en beschouwden het als een meer "ingetogen" video vergeleken met de voorganger. Echter werden er ook visuele hints genoteerd richting geweld met wapens en richting de NRA, waardoor de suggestie werd gewekt dat de video een anti-geweerboodschap bevatte.

## Tracklijst
- Beide nummers geschreven door Bowie.

1. "Valentine's Day" - 2:59
2. "Plan" - 2:34

## Muzikanten
- David Bowie: leadzang, elektrische gitaar
- Earl Slick: akoestische gitaar
- Tony Visconti: basgitaar
- Sterling Campbell: drums